# Crise de l'îlot Persil
La crise de l'îlot Persil est un court conflit, impliquant les forces armées mais sans usage des armes, entre l'Espagne et le Maroc qui a eu lieu en juillet 2002 sur l'îlot inhabité de Persil.

## Contexte géographique
L'îlot Persil (Isla de Perejil en espagnol) est une petite île rocheuse située entre l'Espagne et le Maroc, à 220 mètres des côtes marocaines et à 9 kilomètres de la ville espagnole de Ceuta. L'îlot borde le Maroc à 15,5 kilomètres de l'Espagne continentale.

## Occupation marocaine de Persil
Les relations entre les deux États ont dégénéré le 11 juillet 2002 lorsqu'un groupe de six soldats marocains a débarqué sur l'île et mis en place un avant-poste.
Le Maroc a affirmé que ses troupes étaient là pour mettre en place un avant-poste d'observation qui permettrait de surveiller l'immigration clandestine et de lutter contre le trafic de drogue qui utilise l'île comme une plate-forme logistique. L'Espagne a rejeté la déclaration marocaine et le ministère espagnol des Affaires étrangères a affirmé que les Marocains avaient planté deux drapeaux sur l'île.
Le 12 juillet, l'Espagne envoie des patrouilleurs près de la côte marocaine alors qu'un patrouilleur marocain est aperçu à proximité d'autres îles sous juridiction espagnole.

## OpérationRomeo-Sierraet médiation de la crise
Le 18 juillet, à 6 h 21, l'Espagne débarque sur l'île (opération Romeo-Sierra). L'attaque a été réalisée par 28 unités de commandos espagnols du Groupes d'opérations spéciales (GOE) déployés par 6 hélicoptères à partir d'Alicante. La marine et l'armée de l'air espagnole ont fourni un appui. Les Marocains n'ont toutefois pas offert la moindre résistance. Dans les quelques heures suivantes, tous les cadets de la marine marocaine ont été faits prisonniers et l'île a été reprise. La marine espagnole pensait au début qu'il y avait 12 soldats marocains sur l'île, mais finalement seulement six cadets ont été capturés et évacués par hélicoptère vers le siège de la Guardia Civil à Ceuta, où ils ont été reconduits jusqu'à la frontière marocaine. Au cours de la même journée, les commandos espagnols sur l'île ont été remplacés par des soldats de la Légion espagnole.
D'une façon générale, le Maroc souligne l'absence de fondement juridique et légal solide à l'appartenance de l'îlot à l'Espagne. Il a été soutenu durant cette crise par tous les pays membres de la Ligue arabe à l'exception de l'Algérie, qui a pris fait et cause pour Madrid, tandis que l'Espagne fut soutenue par l'intégralité des pays de l'Union européenne à l'exception du Portugal et de la France.

## Conséquences
Les troupes de la Légion espagnole restent sur l'île après la fin de l'opération. Les États-Unis tentent une médiation de la situation et parviennent finalement à rétablir la paix. L'île reste sous souveraineté espagnole même si revendiquée toutefois par les deux camps ; elle est en permanence habitée par une trentaine de militaires de l'armée de terre. 
BBC News a par ailleurs interrogé des citoyens espagnols à Madrid après le conflit : la plupart des personnes ont soutenu l'opération. Gaspar Llamazares, homme politique de l'opposition du parti Izquierda Unida, a déclaré que l'Espagne ne devait pas tomber dans ce piège de provocation, de sorte qu'elle ne ruine pas son image en Afrique du Nord.
En juillet 2017, l’Espagne décide de lever le secret défense. Une commission de cinq officiers supérieurs des services spéciaux de l’armée espagnole a été autorisée à dévoiler les dessous de cette opération.